# Harold Theodore Tate
Harold Theodore Tate (* 28. Dezember 1875; † 23. Oktober 1960) war ein US-amerikanischer Regierungsbeamter. Er war der Sohn von Ariana Peck (* 1844) und Allen Senter Tate (1842–1905) aus Grainger County (Tennessee). Über seine Jugendjahre und sein Privatleben ist nichts bekannt. Präsident Calvin Coolidge ernannte ihn zum Treasurer of the United States. Tate bekleidete den Posten vom 31. Mai 1928 bis zum 17. Januar 1929. Er war mit Margaret Ritchie (1879–1952) verheiratet. Nach seinem Tod wurde er auf dem Emma Jarnagin Cemetery in Morristown (Hamblen County) beigesetzt.